# Leyla Əliyeva

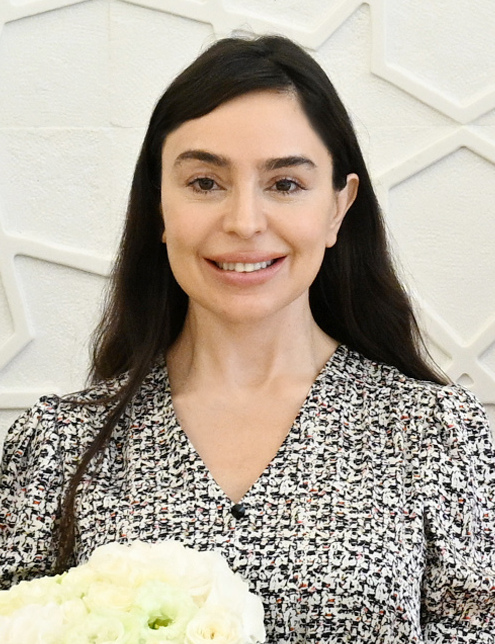
Leyla Əliyeva, 2025

Leyla İlham qızı Əliyeva, deutsch Leila Alijewa (* 3. Juli 1985 in Moskau, Russische SFSR, Sowjetunion) ist eine aserbaidschanische Geschäftsfrau. Sie ist die erste Tochter des Präsidenten İlham Əliyev und seiner Ehefrau Mehriban Əliyeva.

## Leben
Əliyeva war mit dem Jazz- und Popsänger Emin Ağalarov verheiratet und ist Mutter von Zwillingssöhnen.
Seit 2011 ist Əliyeva Vizepräsidentin der Heydər-Əliyev-Stiftung und Herausgeberin des Modemagazins Baku.
Dokumente des im April 2013 veröffentlichten Offshore-Leaks belegen, dass Leyla Əliyeva und ihre Schwester Arzu seit 2008 drei Firmen auf der Steueroase Britische Jungferninseln besitzen. Direktor aller drei Unternehmen ist der iranische Unternehmer Hassan Gozal, der Staatsaufträge erhalten hat. Deshalb besteht im Falle der Firmen Korruptions-Verdacht. Die jüngere Schwester Arzu Əliyeva besitzt das Unternehmen Arbor Investment, während Leyla Əliyeva die Firmen LaBelleza Holdings Limited und Harvard Management Limited besitzt. Laut dem Organized Crime and Corruption Reporting Project besitzt Əliyeva zusammen mit Arzu Mehrheitsanteile an den drei wichtigsten Geldinstituten Aserbaidschans – Xalq Bank, Kapital Bank und Pascha Bank.